# Ivan Brown
Ivan Elmore Brown (Keene, 17 de abril de 1908-Hartford, 22 de mayo de 1963) fue un deportista estadounidense que compitió en bobsleigh. Participó en los Juegos Olímpicos de Garmisch-Partenkirchen 1936, obteniendo una medalla de oro en la prueba doble.

## Palmarés internacional
| Juegos Olímpicos | Juegos Olímpicos                  | Juegos Olímpicos | Juegos Olímpicos |
| Año              | Lugar                             | Medalla          | Prueba           |
| ---------------- | --------------------------------- | ---------------- | ---------------- |
| 1936             | Garmisch-Partenkirchen (Alemania) | Medalla de oro   | Doble            |